# La comtessa Dràcula
La comtessa Dràcula (títol original en anglès: Countess Dracula) és una pel·lícula britànica dirigida per Peter Sasdy, el 1971 i produïda per la hammer. L'obra s'inspira en el personatge històric d'Elisabet Bathory, una comtessa hongaresa del principis del s.XVII i aprofita la notorietat del personatge del comte Dràcula. Ha estat doblada al català.

## Argument
La comtessa Elisabeth descobreix de resultes d'un accident que la sang de la seva serventa li pot aportar la joventut eterna. Ordena que la jove sigui assassinada, i buidada de la seva sang perquè se'n pugui impregnar. Des d'aleshores, la comtessa retroba la cara dels seus vint anys. Però aquest acte sagnant no durarà eternament: li caldrà assassinar altres innocents víctimes per a continuar apareixent sota la seva jove i bonica forma...

## Repartiment
- Ingrid Pitt: la Comtessa Elisabeth Nadasdy (Erzsebet Bathory)
- Nigel Green: el capità Dobi
- Sandor Elès: el tinent Imre Toth
- Maurice Denham: maestre Fabio
- Patience Collier: Julie Sentash, la infermera
- Peter Jeffrey: el capità Balogh
- Lesley-Anne Down: Ilona Nadasdy, la filla d'Elisabeth
- Leon Lissek: el sergent
- Jessie Evans: Rosa, la mare de Teri
- Andrea Lawrence: Ziza
- Susan Brodrick: Teri, la Comtessa Chambermaid
- Ian Trigger: el clown de la posada
- John Moore: el capellà

## Al voltant de la pel·lícula
- El rodatge ha tingut lloc als estudis Pinewood, on l'equip ha pogut recuperar els decorats d'Anna dels mil dies (1969).
- El paper de la comtessa Elisabeth Nadasdy va ser confiat a Ingrid Pitt però l'actriu Diana Rigg havia estat preseleccionada.[3]
- La imatge que apareix durant la seqüència d'obertura és una pintura de 1896 de l'artista hongarès István Csók, mostrant Elizabeth Báthory com gaudeix veient les seves serventes torturar noies. A la cor interior d'un dels seus castells, es remullaven noies nues per morir de fred a la neu.